# OCBC Singapore Continental
El OCBC Singapore Continental (codi UCI: TSI) va ser un equip ciclista professional singapurès, de categoria Continental.

## Principals resultats
- Jelajah Malaysia: Loh Sea Keong (2013)
- Critèrium Internacional d'Alger: Thomas Rabou (2014)

### Grans Voltes
- Tour de França
  - 0 participacions

- Giro d'Itàlia
  - 0 participacions

- Volta a Espanya
  - 0 participacions

## Classificacions UCI
A partir del 2012 l'equip participa en les proves dels circuits continentals, especialment a l'UCI Àsia Tour.
UCI Àfrica Tour
| Temporada | Classificació per equips | Millor ciclista en la classificació individual |
| --------- | ------------------------ | ---------------------------------------------- |
| 2014      | 5è                       | Thomas Rabou (17è)                             |

UCI Àsia Tour
| Temporada | Classificació per equips | Millor ciclista en la classificació individual |
| --------- | ------------------------ | ---------------------------------------------- |
| 2012      | 21è                      | Darren Low (70è)                               |
| 2013      | 22è                      | Loh Sea Keong (19è)                            |
| 2014      | 13è                      | Eric Sheppard (34è)                            |

UCI Oceania Tour
| Temporada | Classificació per equips | Millor ciclista en la classificació individual |
| --------- | ------------------------ | ---------------------------------------------- |
| 2013      | 6è                       | Jason Christie (13è)                           |
| 2014      | 8è                       | Rico Rogers (26è)                              |